# Loitzendorf
Loitzendorf település Németországban, azon belül Bajorországban. Lakosainak száma 628 fő (2023. december 31.). Loitzendorf Gittensdorf községgel határos.

## Népesség
A település népessége az elmúlt években az alábbi módon változott:
| Lakosok száma | 414  | 435  | 576  | 581  | 605  | 619  | 614  | 617  | 639  | 628  |
|               | 1875 | 1950 | 1970 | 1987 | 2012 | 2013 | 2015 | 2017 | 2021 | 2023 |